# Visconde de Sobral
Visconde de Sobral é um título nobiliárquico criado por D. Maria II de Portugal, por Carta de 14 de Setembro de 1838, em favor de Hermano José Braamcamp de Almeida Castelo Branco, antes 2.º Barão de Sobral e depois 1.º Conde de Sobral.
Titulares
1. Hermano José Braamcamp de Almeida Castelo Branco, 2.º Barão, 1.º Visconde e 1.º Conde de Sobral;
2. Adelaide Braamcamp Sobral de Almeida Castelo Branco, 3.ª Baronesa, 2.ª Viscondessa e 2.ª Condessa de Sobral.